# Exochaenium grande
Exochaenium grande är en gentianaväxtart som först beskrevs av Ernst Meyer, och fick sitt nu gällande namn av August Heinrich Rudolf Grisebach. Exochaenium grande ingår i släktet Exochaenium och familjen gentianaväxter. Inga underarter finns listade i Catalogue of Life.